# Andrea Rebekka Alsted
Andrea Rebekka Alsted er violinist i Det Kongelige Kapel, og var gift med forfatteren Knud Romer, som blandt andet har skrevet romanen Den som blinker er bange for døden.
Hun blev som 16-årig optaget på Det Jyske Musikkonservatorium efter at have fået undervisning på den lokale musikskole i Aabenraa. I 1995 debuterede hun i solistklassen. Hun blev ansat i DR SymfoniOrkestret.
I 2017 modtog hun Aabenraa Musikpris.